# Afanasjew-Makarow AM-23
Die Maschinenkanone Afanasjew-Makarow AM-23 (russisch Афанасьев Макаров АМ-23) ist eine sowjetische Bordwaffe, die ab 1949 in Langstreckenbombern und Transportfliegern  der UdSSR und des Warschauer Vertrages eingesetzt wurde. Sie löste die Nudelman-Richter NR-23 ab. Der GRAU-Index der Turmeinheit lautet 9-A-036.

## Beschreibung
Die AM-23 ist ein speziell für den Einsatz in Flugzeugen konstruierter Gasdrucklader im Kaliber 23 mm. Das Konstruktionsprinzip übernahmen die Entwickler von der Afanasjew A-12,7 im Kaliber 12,7 × 108 mm sowie der 23-mm-Flugabwehrkanone SU-23. Die AM-23 wird in Zwillingslafettierung als Abwehrbewaffnung verschiedener Flugzeuge verwendet.

## Munition
Die AM-23 und die Grjasew-Schipunow GSch-23 verwenden beide Munition im Kaliber 23 × 115 mm. Gegenüber der in den NS-23 und NR-23 verwendeten Munition mit den gleichen Abmessungen wurde die Geschossform verbessert und die Pulvermenge erhöht, wodurch die Anfangsgeschwindigkeit stieg. Geschossarten sind: Minenbrand (hochexplosiv), Minenbrand mit Leuchtspur, panzerbrechende Minenbrand, panzerbrechend mit Leuchtspur oder Leuchtfackel-Munition als Täuschkörper.

## Varianten
- AM-23L1
- AM-23L3
- Norinco Type 23-2: chinesische Lizenzversion der AM-23

## Einsatz

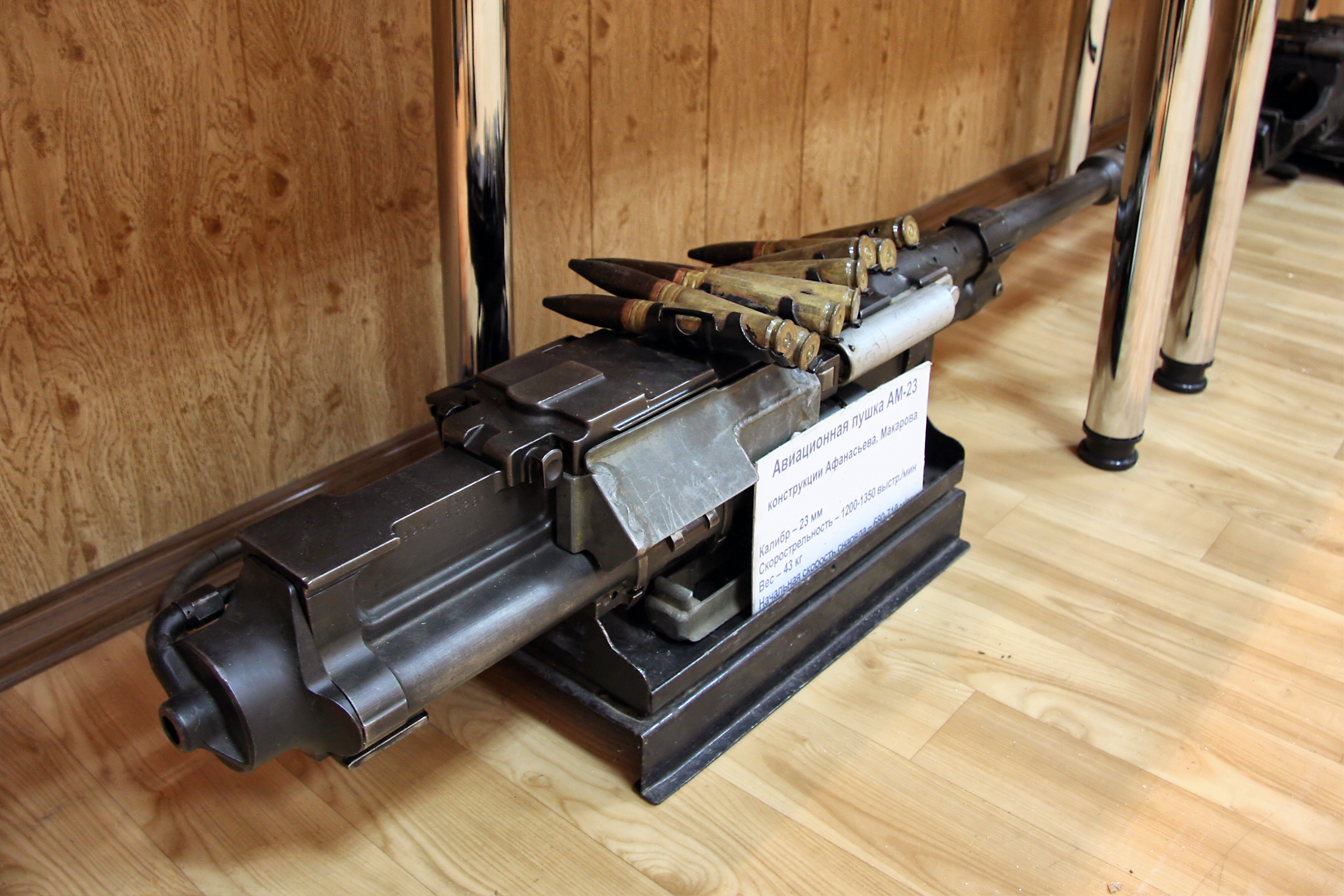
AM-23 in einem Museum

- Antonow An-12
- Iljuschin Il-28
- Mjassischtschew M-4
- Tupolew Tu-14
- Tupolew Tu-16
- Tupolew Tu-22
- Tupolew Tu-95 / Tu-142
- Tupolew Tu-98 (Prototyp)